# 옴카라
옴카라(Omkara)는 인도에서 제작된 비샬 바드와즈 감독의 2006년 영화이다. 아제이 데브건 등이 주연으로 출연하였고 쿠마 만갓 등이 제작에 참여하였다.

## 출연

### 주연
- 아제이 데브건
- 사이프 알리 칸

### 조연
- 카리나 카푸르
- 비벡 오베로이
- 콘코나 센 샤르마
- 네시러딘 샤
- 비파샤 바수

## 제작진
- 원작자: 윌리엄 셰익스피어
- 의상: 돌리 아흘루왈리아